# Newton (cráter)

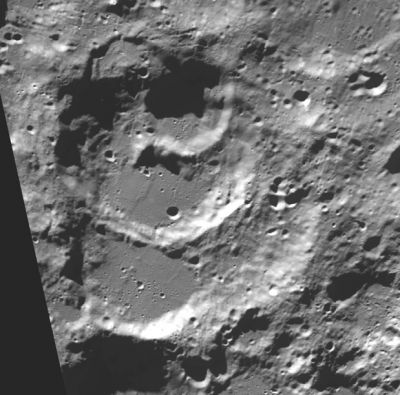
Fotografía de la misión Clementine (1994)

Newton es un cráter de impacto localizado cerca del terminador sur de la Luna, al sursudoeste del cráter Moretus. Al noreste se encuentra Short, y al noroeste se hallan Casatus y Klaproth. Debido a su ubicación, el cráter aparece con un notable escorzo cuando se observa desde la Tierra. Se considera el cráter más profundo en la cara visible de la Luna.
|  |

El interior de Newton es un cuadro de contrastes. El extremo sur ha sido cubierto, posiblemente por flujos de lava o materiales eyectados, dejando una superficie relativamente plana que está marcada solamente por diminutos cráteres y un ligero dorsum por su centro. La mitad norte es accidentada e irregular, con el cráter satélite Newton D sobre el borde norte-noreste y extendiéndose a través de casi la mitad del diámetro del cráter.
El borde en el sur es relativamente bajo y estrecho, con el cráter más pequeño Newton G parcialmente cubierto e inundado por la lava. Este cráter adyacente forma un paso hacia el norte desde el interior de Newton. Un pequeño cañón en el suelo sur de Newton da la impresión de ser un canal por el que fluyó la lava por un costado de Newton G. Las otras partes de la pared exterior del cráter son mucho más anchas que en el extremo sur, particularmente en las áreas adyacentes a Newton D.
El selenógrafo Schröter le asignó este nombre en 1802. Langreanus le había asignado el nombre de Frederick D. Holsat, que fue ignorado.

## Cráteres satélite
Por convención estos elementos son identificados en los mapas lunares poniendo la letra en el lado del punto medio del cráter que está más cercano a Newton.
|        | \| Newton \| Coordenadas \| Diámetro \| \| ------ \| ------------------------------ \| -------- \| \| A \| 79°42′S 19°42′O / -79.7, -19.7 \| 64 km \| \| B \| 81°06′S 15°24′O / -81.1, -15.4 \| 44 km \| \| C \| 74°48′S 14°24′O / -74.8, -14.4 \| 35 km \| \| D \| 75°54′S 14°48′O / -75.9, -14.8 \| 37 km \| \| E \| 79°48′S 36°54′O / -79.8, -36.9 \| 17 km \| \| F \| 72°12′S 16°06′O / -72.2, -16.1 \| 7 km \| \| G \| 78°12′S 18°18′O / -78.2, -18.3 \| 67 km \| |          |
| Newton | Coordenadas | Diámetro |
| A      | 79°42′S 19°42′O / -79.7, -19.7 | 64 km    |
| B      | 81°06′S 15°24′O / -81.1, -15.4 | 44 km    |
| C      | 74°48′S 14°24′O / -74.8, -14.4 | 35 km    |
| D      | 75°54′S 14°48′O / -75.9, -14.8 | 37 km    |
| E      | 79°48′S 36°54′O / -79.8, -36.9 | 17 km    |
| F      | 72°12′S 16°06′O / -72.2, -16.1 | 7 km     |
| G      | 78°12′S 18°18′O / -78.2, -18.3 | 67 km    |